# غيرابرون
غرابرون (بالألمانية: Gerabronn) هي بلدة، مدينة وبلدة ألمانية تقع في ألمانيا في شفايبيش هال.

## المدن التوأمة
مدينة Nouan-le-Fuzelier هي مدينة توأمة لـغرابرون.

## أعلام
- يوشكا فيشر